# Szentes
Szentes är en stad i provinsen Csongrád-Csanád i sydöstra Ungern. Staden hade 25 808 invånare (2022), på en yta av 353,25 km². Den ligger strax öster om floden Tisza, cirka 132 kilometer sydost om huvudstaden Budapest.

## Kända personer från Szentes
- Noémi Szécsi (1976–), författare och översättare
- Mihály Horváth (1809–1878), historiker och politiker
- István Szelei (1960–), fäktare